# Orobanche crenata
Orobanche crenata é uma espécie de planta com flor pertencente à família Orobanchaceae. 
A autoridade científica da espécie é Forssk., tendo sido publicada em Fl. Aegypt.-Arab. 113 (1775).
Os seus nomes comuns são brincalheta, erva-toira, gigantes ou penachos.

## Portugal
Trata-se de uma espécie presente no território português, nomeadamente em Portugal Continental, no Arquipélago dos Açores e no Arquipélago da Madeira.
Em termos de naturalidade é nativa de Portugal Continental e Arquipélago da Madeira e introduzida no arquipélago dos Açores.

## Protecção
Não se encontra protegida por legislação portuguesa ou da Comunidade Europeia.